# Aroma Park
Le village d’Aroma Park est situé dans le comté de Kankakee, dans l’État de l’Illinois, aux États-Unis. Sa population s’élevait à 743 habitants lors du recensement de 2010, estimée à 704 habitants en 2016.

## Source
- (en) Cet article est partiellement ou en totalité issu de l’article de Wikipédia en anglais intitulé « Aroma Park, Illinois » (voir la liste des auteurs).